# Rebecca Rittenhouse
Pour les articles homonymes, voir Rittenhouse.
Rebecca Rittenhouse, née le 30 novembre 1988 à Los Angeles (Californie), est une actrice américaine. Elle est principalement connue pour le rôle de Cody LeFever dans la série télévisée d'ABC Blood and Oil.

## Biographie
Rebecca Rittenhouse est née le 30 novembre 1988 à Los Angeles en Californie.
Elle commence ses études à l'Université de Pennsylvanie, puis suit des cours de théâtre à l'Atlantic Theater Company à New York.

## Carrière
Elle commence sa carrière au théâtre en jouant aux côtés de Blythe Danner et de Sarah Jessica Parker dans Commons of Pensacola, pièce écrite par Amanda Peet au Manhattan Theatre Club pendant la saison 2013 - 2014.
Elle fait ses débuts à la télévision en 2014 en apparaissant dans le pilote de la série The Affair. La même année, elle obtient le rôle de Brittany Dobler dans la série Red Band Society de la chaîne Fox,. La série est annulée après une saison.
Elle avait été initialement considérée pour jouer le rôle féminin principal dans le film de super-héros Deadpool aux côtés de Taylor Schilling, Crystal Reed et Morena Baccarin. C'est finalement cette dernière qui décroche le rôle.
En 2015, elle est retenue pour le rôle féminin principal de la nouvelle série d'ABC, Blood and Oil,, avec Chace Crawford, Don Johnson, Scott Michael Foster et Miranda Rae Mayo. Mais la série est annulée après une courte saison. L'année suivante, elle obtient un rôle dans The Mindy Project, jusqu'à 2017.
En 2018, elle est présente lors d'un épisode dans les séries Suits, avocats sur mesure, The Handmaid’s Tale : La Servante écarlate, The Good Cop et Into The Dark. Elle fait également ses débuts au cinéma avec le film d'horreur Unfriended : Dark Web de Stephen Susco, puis Don't Worry, He Won't Get Far on Foot de Gus Van Sant.
En 2019, elle retrouve un rôle important à la télévision dans la série Four Weddings and a Funeral, adapté du film homonyme. Elle tient également un petit rôle dans Once Upon a Time in Hollywood de Quentin Tarantino.
En 2022, elle tient le rôle principal de la série Maggie sur Hulu, où elle incarne une jeune voyante.

## Vie privée
De 2015 à 2019, elle est en couple avec l'acteur Chace Crawford, rencontré sur le tournage de Blood and Oil.

## Filmographie

### Cinéma

#### Longs métrages
- 2018 : Unfriended : Dark Web de Stephen Susco : Serena
- 2018 : Don't Worry, He Won't Get Far on Foot de Gus Van Sant : Bonnie
- 2019 : Once Upon a Time in Hollywood de Quentin Tarantino : Michelle Phillips
- 2021 : Good on Paper de Kimmy Gatewood : Serrena

#### Courts métrages
- 2011 : Philadelphia, Ti Amo de Jeffrey Ayars : Veronica

### Télévision

#### Séries télévisées
- 2014 : The Affair : Jocelyn
- 2014–2015 : Red Band Society : Infirmière Brittany Dobler (13 épisodes)
- 2015 : Blood and Oil : Cody LeFever (10 épisodes)
- 2016–2017 : The Mindy Project : Anna Ziev (15 épisodes)
- 2018 : Suits, avocats sur mesure : Keri Allen
- 2018 : The Handmaid’s Tale : La Servante écarlate (The Handmaid's Tale) : Odette, la gynécologue
- 2018 : The Good Cop : Macy Clark
- 2018 : Into The Dark : Maggie
- 2019 : Quatre mariages et un enterrement : Ainsley Howard (10 épisodes)
- 2022 : Maggie : Maggie (rôle principal, 13 épisodes)

#### Téléfilms
- 2017 : Real Life de Pamela Fryman : Nora